# Eva Birthistle

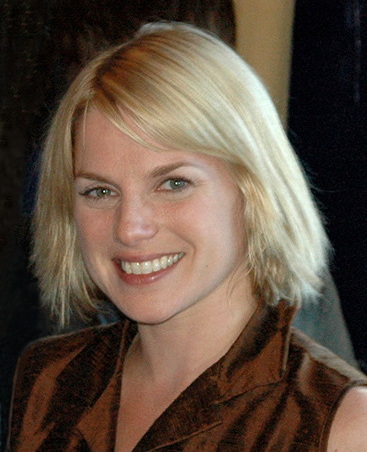
Eva Birthistle im Jahr 2007

Eva Marie Birthistle (* 16. April 1974 in Bray, County Wicklow) ist eine irische Schauspielerin.

## Leben
Birthistle wurde am 16. April 1974 in Bray geboren. Sie wuchs mit dem katholischen Glauben auf und die Familie zog nach Derry in Nordirland, als sie 14 Jahre alt war. Sie machte ihren Abschluss am Foyle College. Nach ihrem GCSE studierte sie Schauspiel an der Gaiety School of Acting. Am 31. Dezember 2006 heiratete sie Raife Patrick Burchell, einen Akupunkteur. 2013 wurde der gemeinsame Sohn geboren, 2017 folgte eine Tochter. Das Paar ist geschieden.
Ende der 1990er Jahre gelang Birthistle durch Episoden- und Nebenrollen der Schritt zur Fernseh- und Filmschauspielerin. Ihre erste größere Serienrolle hatte sie als Maria Acklam in der Miniserie Trust. 2004 war sie im Film Just a Kiss in der Rolle der Roisin Hanlon zu sehen. 2007 übernahm sie im Film Nightwatching – Das Rembrandt-Komplott die historisch anspruchsvolle Rolle der Saskia van Uylenburgh. Zwei größere Serienrollen in Miniserien hatte sie 2006 in Die Schattenmacht – The State Within als Jane Lavery und 2008 in The Last Enemy als Eleanor Brooke inne. 2008 mimte sie in The Children die Hauptrolle der Elaine. Von 2010 bis 2011 spielte sie in sieben Episoden der Fernsehserie Strike Back die Rolle des Capt. Kate Marshall und 2011 die Rolle der Det Supt Sarah Cavendish in zehn Episoden der Fernsehserie Waking the Dead – Im Auftrag der Toten. Im selben Jahr übernahm sie die weibliche Hauptrolle der Louise im Film Wake Wood. Ab 2015 bis einschließlich 2022 verkörperte sie in 17 Episoden des Netflix-Originals The Last Kingdom die Rolle der kämpferischen Nonne Hild.

## Filmografie (Auswahl)
- 1997: Glenroe (Fernsehserie)
- 1997: Drinking Crude
- 1997: All Souls’ Day

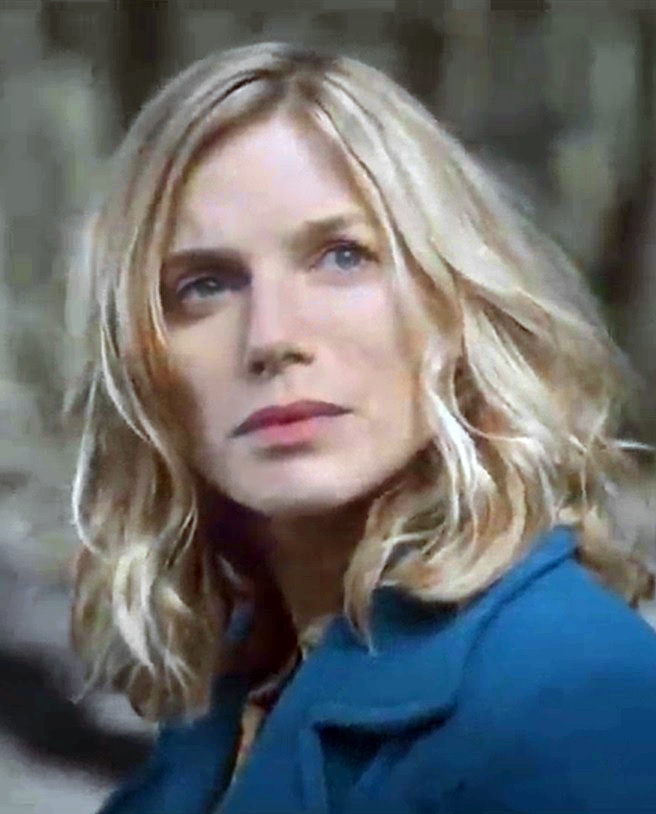
Birthistle in „Here with Me“ im Jahr 2014

- 1998: The Wonderful World of Disney (Fernsehserie, Episode 1x28)
- 1998: The American (Fernsehfilm)
- 1998: Getting Close (Kurzfilm)
- 1999: DDU (Fernsehserie, 2 Episoden)
- 1999: Making Ends Meet
- 2000: Borstal Boy
- 2000: Saltwater
- 2000: Red Rum
- 2000: Coolockland (Kurzfilm)
- 2001: In Deep (Fernsehserie, 2 Episoden)
- 2002: Sunday (Fernsehfilm)
- 2002: Holby City (Fernsehserie, Episode 4x24)
- 2003: Trust (Miniserie, 6 Episoden)
- 2002: Mystics – Gangster, Geister und ihr Meister (Mystics)
- 2003: Gerichtsmedizinerin Dr. Samantha Ryan (Silent Witness, Fernsehserie, 2 Episoden)
- 2004: Timbuktu
- 2004: Just a Kiss
- 2005: The Baby War (Fernsehfilm)
- 2005: Breakfast on Pluto
- 2005: Eine Hochzeit zu dritt (Imagine Me & You)
- 2006: Agatha Christie’s Poirot (Fernsehserie, Episode 10x04)
- 2006: Middletown
- 2006: Die Schattenmacht – The State Within (The State Within, Miniserie, 6 Episoden)
- 2007: The Martyr’s Crown (Kurzfilm)
- 2007: Nightwatching – Das Rembrandt-Komplott (Nightwatching)
- 2007: Save Angel Hope
- 2008: The Last Enemy (Miniserie, 5 Episoden)
- 2008: Rembrandt’s J’Accuse...! (Dokumentation)
- 2008: Blick des Bösen – Sie will nur spielen (The Daisy Chain)
- 2008: Reverb
- 2008: The Children
- 2009: Ashes to Ashes – Zurück in die 80er (Ashes to Ashes, Fernsehserie, Episode 2x08)
- 2010: The Crossing (Kurzfilm)
- 2010: Five Daughters (Miniserie, 3 Episoden)
- 2010: The Rendezvous
- 2010–2011: Strike Back (Fernsehserie, 7 Episoden)
- 2011: Waking the Dead – Im Auftrag der Toten (Waking the Dead, Fernsehserie, 10 Episoden)
- 2011: Wake Wood
- 2012: ¡Hasta La Vista, Sister!
- 2012: Case Sensitive (Fernsehserie, 2 Episoden)
- 2013: Das Leben ist ein Kinderspiel (Life’s a Breeze)
- 2013: The Psychopath Next Door (Fernsehfilm)
- 2014: Amber – Ein Mädchen verschwindet (Amber, Miniserie, 4 Episoden)
- 2014: Noble
- 2014: Vera – Ein ganz spezieller Fall (Vera, Fernsehserie, Episode 4x01)
- 2014: Here with Me (Kurzfilm)
- 2015: Brooklyn – Eine Liebe zwischen zwei Welten (Brooklyn)
- 2015: Swansong
- 2015–2022: The Last Kingdom (Fernsehserie, 17 Episoden)
- 2016: The Circuit (Fernsehfilm)
- 2018: The Delinquent Season
- 2018: The Bisexual (Fernsehserie, 5 Episoden)
- 2021: Fate: The Winx Saga (Fernsehserie, 3 Episoden)
- 2021: Sie weiß von Dir (Behind Her Eyes, Miniserie, Episode 1x06)
- 2022: Bad Sisters (Fernsehserie, 18 Episoden)